# Mallophora scopitarsis
Mallophora scopitarsis là một loài ruồi trong họ Asilidae. Mallophora scopitarsis được Rondani miêu tả năm 1863. Loài này phân bố ở vùng Tân nhiệt đới.